# Fernand Gillet
Fernand Gillet (15 de octubre de 1882 París, Francia-8 de marzo de 1980, Boston) fue un oboísta francés y naturalizado estadounidense que es recordado principalmente por ser el oboísta principal de la Orquesta Sinfónica de Boston de 1925 a 1946. También es conocido por su trabajo como profesor de instrumentos de viento-madera en varias instituciones prominentes en los Estados Unidos y Canadá. Sus Exercices sur les Gammes, les Intervalles et le Staccato es todavía un libro instructivo muy utilizado para intérpretes de viento de madera en universidades y conservatorios. La International Double Reed Society organiza un concurso anual de música que lleva su nombre y un conocido fagotista: el Concurso Internacional Fernand Gillet-Hugo Fox. 

## Vida y carrera
Nacido en París, Gillet comenzó a estudiar en el Conservatorio de París a la edad de 14 años. Su maestro principal en el conservatorio fue su tío, el oboísta francés Georges Gillet (1854–1920). A la edad de 19 años se convirtió en el primer oboe de la Orquesta Lamoureux, y a la edad de 20 años se fue nombrado oboe primero de la Ópera de París . Permaneció en ese puesto hasta el estallido de la Primera Guerra Mundial. Durante la guerra sirvió como piloto en la Fuerza Aérea Francesa. 
En 1925, Gillet se mudó a los Estados Unidos para convertirse en el primer oboe de la Orquesta Sinfónica de Boston bajo la dirección del director Serguéi Kusevitski. Sirvió en ese puesto durante los próximos 21 años, haciendo varias grabaciones con la orquesta. Se convirtió en ciudadano naturalizado de los Estados Unidos el 11 de septiembre de 1933, a través del Tribunal de Distrito de los Estados Unidos para el Distrito de Massachusetts, Boston. A partir de septiembre de 1942, se unió a la facultad en el Conservatorio de Nueva Inglaterra en Boston, donde permaneció durante más de treinta años. Durante muchos años también enseñó simultáneamente en las facultades del Conservatorio de Música de Montreal y en la Universidad de Boston. Continuó enseñando hasta los últimos años de su vida. Sus alumnos notables incluyen a Robert Freeman, Eugene Lacritz, Jean Northrup, Pierre Rolland, Raymond Toubman y Allan Vogel . En la inauguración de Freeman en 1973 como director de la Eastman School, Gillet recibió un título honorario de DMA. 